# Proposition nr 110
Proposition nr 110 om rösträtt och valbarhet för kvinnor i riksdagsval, eller Kungl. Maj:ts Nåd. Proposition Nr 110, var en proposition om kvinnlig rösträtt som Sveriges regering lade fram till Sveriges riksdag den 2 april 1912. Andra kammaren i Sveriges riksdag antog förslaget med 140 röster mot 66, men Första kammaren röstade ned förslaget med 86 röster mot 58.

## Bakgrund
Den första motionen om kvinnlig rösträtt i Sverige hade lagts 1884, men röstades ner av båda kamrarna. 2 april 1912 lade Sveriges regering fram proposition nr. 110 till Sveriges riksdag, som också föreslog kvinnlig rösträtt. Andra kammaren i Sveriges riksdag antog förslaget med 140 röster mot 66, men Första kammaren röstade ned förslaget med 86 röster mot 58. Eftersom propositioner behövde antas i båda kamrarna för lagändring föll förslaget även den här gången, men det faktum att andra kammaren antog motionen har ansetts tyda på en väsentlig utveckling på vägen mot lika och allmän rösträtt.

## Innehåll
Propositionen anför flera skäl för kvinnlig rösträtt, även om den också för fram de risker man ser för den gifta kvinnan om hon får rösträtt. En ståndpunkt som framförs är att gifta kvinnor inte bör lämna hemmet för att rösta, eftersom de då riskerar att lämna barn och plikter åt sitt öde. Proposition nr. 110 innebar dock att den gifta kvinnans situation också långsamt började ifrågasättas, och att en ny könsmaktsfördelning börjar diskuteras.

## Reaktioner
Som ett resultat av proposition anordnades antirösträttsmötet 1912. Det ryktades om att mötet var ett första steg på väg mot en förening mot kvinnans politiska rösträtt, likt National Association Opposed to Woman Suffrage i USA eller Women's National Anti-Suffrage League i Storbritannien, men någon sådan förening realiserades aldrig. Under inledningsanförandet beskrev en av initiativtagarna, Anna Söderblom, hur överraskad hon och många av hennes meningsfränder hade blivit över propositionen.